# Proselitismo

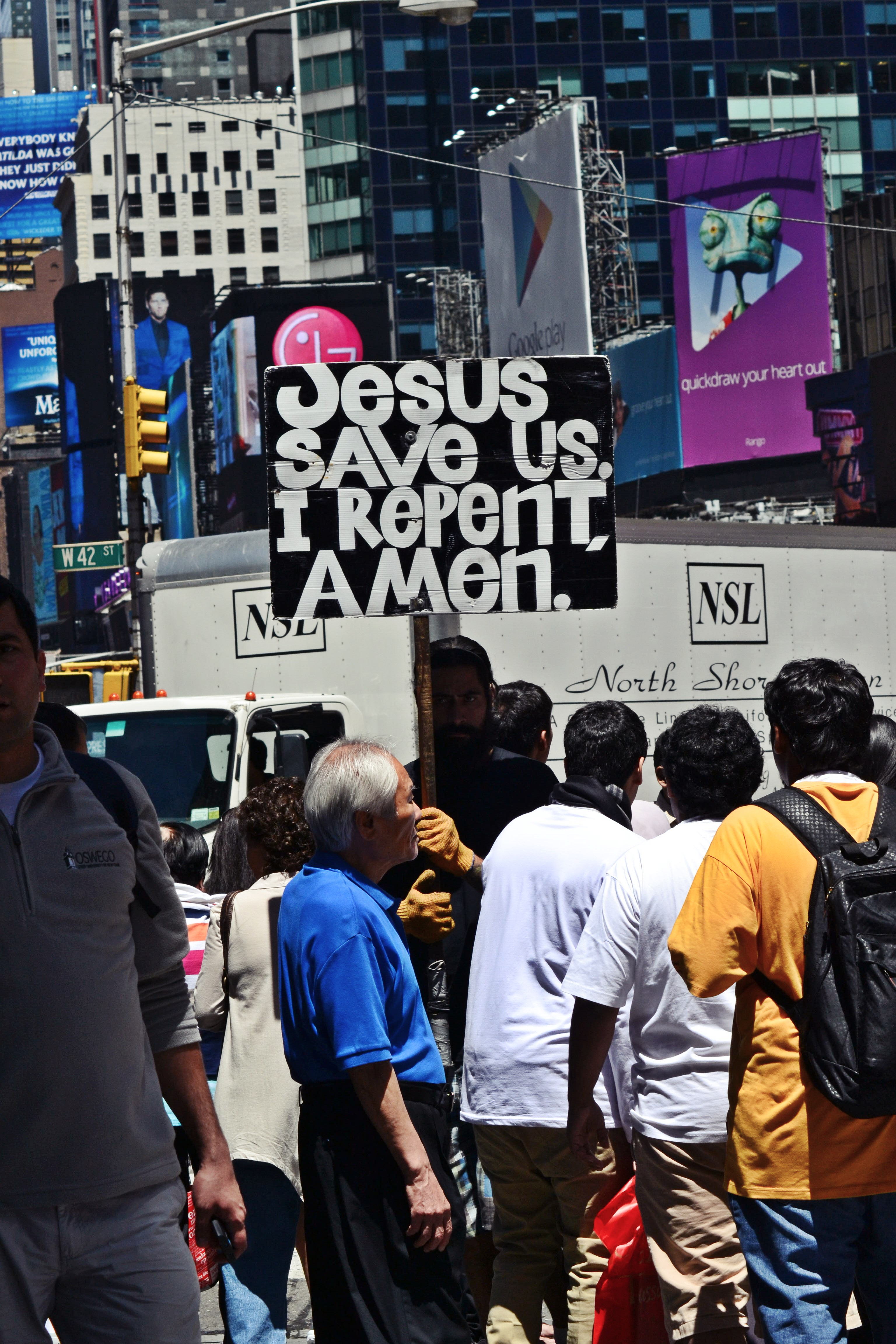
«Jesús nos salva. Me arrepiento, amén.» Eslogan y mensaje de propaganda religiosa; Nueva York, Estados Unidos

El proselitismo es toda campaña o intento de incorporar y convertir una o varias personas a unirse a una organización social, partido político o religión (llamados «prosélitos»). Inicialmente, el término únicamente aplicaba a la conversión de una persona a otra religión, en la actualidad, el proselitismo también define el acto político de realizar propaganda política o cualquier otra campaña para adquirir nuevos adeptos a sus ideologías políticas.

## Etimología
El término proviene del latín eclesiástico prosélytus, que a su vez proviene del griego προσήλυτος /prosêlütos/ ‘nuevo venido (en un país extranjero)’, y por extensión ‘nuevo venido (en una religión)’. Así, en sus orígenes, el término estaba ligado a la conversión solo de manera secundaria.
Aunque la palabra proselitismo fue vinculada originalmente al cristianismo, también se utiliza para referirse a las prédicas de otras religiones, de convertir a la gente a sus creencias u otro punto de vista, religioso o no.
Hoy, las connotaciones del proselitismo son a menudo negativas, pero este artículo utilizará la palabra neutral para referirse a cualquier tentativa de convertir a una o varias personas a otra fe.

## Proselitismo político
Es aquel proselitismo que se dedica a convencer a nuevos seguidores para alguna causa política, como una elección, una rebelión, o cualquier otro tipo de movimiento político. En las campañas electorales este término se utiliza para describir los intentos de inducir a las personas a cambiar su preferencia política en favor de otra. A pesar de que en estricto rigor se trata de un término neutro que solo describe un hecho de normal ocurrencia, es común que se use para reprochar una conducta considerada como negativa para la convivencia política, en el sentido de que se asume que quienes lo practican estarían rompiendo las reglas de una campaña política justa al forzar el cambio de opinión de otros mediante el engaño u ofertas demagógicas.

## Proselitismo religioso

### En el cristianismo
Muchos cristianos lo consideran su obligación a seguir, que a menudo se llama la Gran Comisión de Jesús, registrado en los versos finales del evangelio de Mateo: 

"Y Jesús se acercó y les habló diciendo: Toda potestad me es dada en el cielo y en la tierra. Por tanto, id, y haced discípulos a todas las naciones, bautizándolos en el Nombre del Padre, y del Hijo, y del Espíritu Santo; enseñándoles que guarden todas las cosas que os he mandado; y he aquí yo estoy con vosotros todos los días, hasta el fin del mundo. Amén."

Algunos cristianos hacen una distinción entre el proselitismo religioso y el evangelismo. Existen algunas objeciones por parte de las diferentes iglesias ortodoxas de Europa oriental, hacia un supuesto proselitismo religioso, por parte de algunas iglesias occidentales. Por ejemplo, el Patriarcado de Moscú ha condenado fuertemente en varias ocasiones lo que describe como "un proselitismo católico", y se opone a un proyecto de construcción católica prominente, en un área de la santa madre Rusia donde existe una pequeña comunidad perteneciente a esta religión. Por otra parte, se está intentando actualmente hacer llevar adelante algunos proyectos de edificios similares, en un país predominante cristiano ortodoxo como es la madre Rusia, la Iglesia ortodoxa rusa convive con otras religiones como el Islam, el Catolicismo, el Budismo, el Protestantismo, el Judaísmo, el Caraísmo, el Neopaganismo eslavo, el Rodismo, los Viejos creyentes, los Molokanes, los Subbotniks, y el Chamanismo.

### Proselitismo islámico
La Daʿwa, a veces también romanizado como Dawah, es el proselitismo en el Islam, es decir, la predicación del mensaje de Alá para ganar adeptos entre los no musulmanes. Esta técnica consiste en enviar misioneros a la población. Estos misioneros llaman pacíficamente a las personas a la religión islámica mediante un juramento de lealtad basado en la Shahada.

### Proselitismo en el judaísmo
El judaísmo generalmente no hace proselitismo entre los gentiles, en lugar de esto, se anima a los no judíos a seguir las siete leyes de Noé.

## Límites
Los límites en proselitismo son una combinación de qué se considera legal (y esto varía de un país a otro) y qué se considera moral (y esto varía de persona a persona).
Algunos países tales como Grecia prohíben todo el proselitismo, algunos como Marruecos lo prohíben a excepción de la religión particular. Algunos lo restringen de varias maneras tales como prohibiendo tentativas de convertir a niños o prohibiendo el ofrecimiento de ventajas físicas a los nuevos convertidos.
Los grupos religiosos también dibujan líneas entre las cuales están dispuestos a actuar para convertir a la gente. Por ejemplo la Iglesia católica indica: “la Iglesia prohíbe terminantemente forzar a cualquier persona a abrazar la fe, o a tentar a la gente a través de la fascinación o a través de la astucia preocupante.” (observar el proselitismo visto en el documento solo en el sentido negativo)
El Consejo Mundial de Iglesias dice lo siguiente:

El proselitismo según lo descrito en este documento está sustentado en la oposición a todo el esfuerzo ecuménico. Excluye ciertas actividades que tienen como objetivo cambiar la opinión de la gente e influenciarla para que se afilie a la Iglesia, por ejemplo:
- Haciendo referencias injustas o incompatibles con las creencias y prácticas de otras iglesias o ponerlas en ridículo.
- Comparando a dos comunidades cristianas acentuando los logros y los ideales de uno, y las debilidades y los problemas prácticos del otro.
- Empleando cualquier clase de violencia física, de obligación moral y de presión psicológica, o el uso de ciertas técnicas de publicidad en los medios de comunicación que pudieran traer la presión indebida en lectores/espectadores;
- Usando el poder político, social y económico como medios de ganar nuevos miembros para la Iglesia.
- Ampliar ofertas explícitas o implícitas de la educación, de los estímulos del cuidado médico o del material o de usar recursos financieros con el intento de fabricar conversos;
- Actitudes y prácticas que explotan las necesidades, las debilidades o la carencia de la educación de la gente, especialmente en situaciones de peligro, o manipularla sin respetar su libertad y dignidad humana.

En el islam, la frase: «los estados de Qur'an no están allí para ser ninguna obligación en la religión: La trayectoria recta es seguramente claramente distinta de la torcida.» (Al-Baqarah, 2:256) es tomada por la mayoría de los musulmanes, quienes creen que la fuerza no se debe utilizar para convertir a alguien al islam.
Las opiniones sobre la aceptación o no de diversos tipos de proselitismo difieren radicalmente. Algunos sienten que la libertad de expresión no debe tener ningún límite y que prácticamente cualquier persona, dondequiera debe tener el derecho de hablar sobre cualquier tema que estime oportuno.
Otros ven todas las clases de proselitismo como un fastidio e intrusión y preferirían que se restringieran (total o parcialmente). 
El profesor Natan Lerner de la Universidad de Tel Aviv observa que el meollo de la discusión está en un choque de derechos: el de una persona a expresar su visión, contra el derecho de una persona a no ser expuesto a las opiniones que él o ella no desea oír.

### Opiniones sobre proselitismo religioso
La barrera entre proselitismo legítimo e ilegítimo no está muy clara. Lo que una persona considera legítimo, otra puede considerarlo incorrecto o incluso ilegal. El proselitismo puede incluir:
- Tentativa alguna de convertir otras personas, a menos que pregunten específicamente por su religión.
- Predicación.
- Proporcionar ventajas físicas solamente a aquellos que quieran escuchar.
- Proporcionar ventajas físicas solamente a los prosélitos.
- Obligar a otros a ser prosélitos.

Este extracto de un artículo del doctor C. Davis, publicado en el Journal of Law and Health (Diario sobre la ley y la salud) de la Universidad del Estado de Cleveland, ilustra los problemas que pueden generar estos puntos de vista subjetivos:

Según la unión de congregaciones hebreas americanas, los Judíos por Jesús y los Cristianos Hebreos constituyen dos de las sectas más peligrosas, y sus miembros son aptos candidatos para ser desprogramados. Los evangélicos de la Contra-Secta (...) protestan que la “agresividad y el proselitismo (...) son características básicas del cristianismo auténtico,” y que los "Judíos por Jesús" y la "Cruzada del Campus para Cristo" no deben ser etiquetados como sectas. Además, algunos grupos jasídicos que atacaron físicamente una reunión de la "secta" de los cristianos hebreos se han autodenominado "sectas" y se han igualado a los seguidores del Reverendo Moon, por nada menos que el Presidente de la Conferencia Central de Rabinos Americanos.

## Punto de vista legal
Desde un punto de vista legal, aparecen ciertos criterios para distinguir el proselitismo lícito de proselitismo ilícito:
El convenio internacional en estados civiles y políticos del artículo 18 de la Declaración Universal de los Derechos Humanos:

1. Cada uno tendrá el derecho a la libertad de pensamiento, de conciencia y de religión. Este derecho incluirá la libertad de tener o adoptar una religión o una creencia de su selección, y la libertad, individualmente o en comunidad, con otras y en público o en privado, para manifestar su religión o creencia en la adoración, la observancia, la práctica y la enseñanza.
2. Nadie será sujeto a coerción que impida su libertad de tener o adoptar una religión o creencia deseada.
3. La libertad de manifestar su religión o creencia puede ser sujeta solamente a limitaciones tales como son las prescritas por la ley y son necesarias para proteger la seguridad pública, el orden, la salud, o la moral o los derechos y libertades fundamentales de otros.
4. Los partidos de los estados al actual convenio emprenden tener respeto por la libertad de padres y, cuando son aplicables, de guardas legales para asegurar la educación religiosa y moral de sus niños conforme a sus propias convicciones.

### Estados Unidos
En los Estados Unidos, la primera enmienda a la constitución proporciona que todos los seres humanos tienen:
- El derecho de tener, o no, creencia religiosa (libertad religiosa);
- El derecho de formar organizaciones con el fin de la adoración, así como para promover su causa (libertad de asociación); y
- El derecho de hablar a otros sobre sus convicciones, con el propósito de influenciar a estos. (libertad de expresión).

De la misma manera, estos mismos derechos ejercitan una influencia limitadora en las libertades de otros. Por ejemplo, el derecho de tener su creencia religiosa incluye probablemente el derecho para no ser forzada en cambiar esta creencia por amenazas, la discriminación, la esclavitud o estímulos similares.